# Viñuela
Viñuela és un municipi d'Andalusia, a la província de Màlaga, dins la comarca de La Axarquía. Per carretera està situat a 48 kilòmetres de Màlaga i a 505 km de Madrid.